# Забастовка
Забасто́вка (от итал. и исп. basta! «хватит! довольно!»), или ста́чка — коллективное организованное прекращение работы в организации или предприятии с целью добиться от работодателя или руководства выполнения каких-либо требований; один из способов разрешения трудовых споров.

## Разновидности

### По целям
- Наступательная забастовка — забастовка, при которой бастующие требуют изменения к лучшему условий своей жизни и работы.
- Оборонительная забастовка — забастовка, при которой бастующие сопротивляются вводимым изменениям к худшему условий жизни и работы.
- Политическая забастовка — забастовка, при которой работники выдвигают требования политического характера (смена правительства, изменение законодательства и прочее). В силу своего характера обычно достигает общенациональных масштабов и становится важным фактором в переломные моменты политической жизни общества и истории (пример — Всероссийская октябрьская политическая стачка 1905 года).

### По способам ведения
- Арендная забастовка[нем.]
- Бесплатная забастовка — забастовка, при которой работники общественного транспорта продолжают работу, не взимая плату с пассажиров.
- Забастовка солидарности[англ.] (англ. Solidarity action; нем. Solidaritätsstreik, Sympathiestreik) — забастовка, проводящаяся в поддержку бастующих рабочих другого предприятия, района, отрасли хозяйства или другой страны[1].
- Итальянская забастовка — протест, заключающийся в пунктуальном исполнении работниками своих должностных инструкций, вплоть до бессмысленных параграфов. Обычно такой протест вызывает существенное падение производительности труда.

- Польская забастовка (называемая также оккупационной) — захват предприятия самими рабочими. Название получила из-за того, что впервые вошла в практику в Польше.
- Подземная забастовка (Невыход из шахты) — забастовка, применяемая шахтёрами. Бастующие спускаются в шахту и не выходят[2].
- Предупредительная забастовка (нем. Warnstreik)[1][3] — забастовка, проводящаяся во время рассмотрения коллективного трудового спора. Проводить такую акцию можно лишь однократно после 3 календарных дней работы примирительной комиссии.
- Частичная забастовка — забастовка, в которой участвует часть рабочих и служащих предприятия или отрасли хозяйства[4].

### По типам
- Всеобщая
- Рабочая
- Школьная забастовка[нем.]: Вжесненский школьный бойкот, Восстание в Соуэто, Революция пингвинов
- Студенческая забастовка

## Законодательство
В настоящее время право на забастовку признается во всех промышленно развитых странах Европы и в США. При этом законодательство ряда европейских стран допускает как право работников на забастовку, так и работодателей на локаут, то есть увольнение работников в связи с их участием в забастовке. В таких странах как Италия, Португалия, Греция, а также в России работодатели права на локаут не имеют.
В Российской Федерации
Трудовой кодекс Российской Федерации в ст. 398 определяет забастовку как временный добровольный отказ работников от исполнения трудовых обязанностей (полностью или частично) в целях разрешения коллективного трудового спора.
Права и обязанности сторон во время забастовки регулируют статьи 409—417 ТК РФ.

## История
Рабочие устраивают стачки, прекращают все сразу работу на фабрике и требуют прибавки заработка, требуют, чтобы их заставляли работать не по одиннадцати, не по десяти часов в день, а только по восьми. Рабочие требуют также всяких других облегчений в жизни рабочего человека. Они хотят, чтобы мастерские были устроены лучше, чтобы машины защищались особыми приспособлениями и не увечили работающих, чтобы дети их могли ходить в школы, чтобы больным оказывали как следует помощь в больницах, чтобы жилища рабочих были человеческими домами, а не собачьими конурами.
Первая известная в истории забастовка, записанная писцом Аменнахтом на папирусе, произошла в Древнем Египте, в правление фараона Рамсеса III. Строители и художники гробниц (одни из уважаемых профессий) из Дейр эль-Медины (егип. Сет-Маат, «место истины») в 1159 году до н. э. не получали должную оплату за свою работу. Затем, выждав 18 дней после очередной невыдачи зерна, они оставили работу и двинулись к городу с криками: «Мы голодаем!» Чиновники приказали выдать протестующим хлеб, надеясь, что на этом всё закончится. Тем не менее на следующий день рабочие пробрались в основной амбар Фив в южной части Рамессеума, требуя задолженности. Служители храма позвали стража порядка Монтумеса, который приказал протестующим возвращаться к работам, но получил отказ. В конце концов, после переговоров бастующие получили просроченную оплату, но, едва вернувшись в свою деревню, они узнали, что не получат следующую. Рабочие возобновили забастовку и заблокировали пути в Долину Царей, чтобы люди не смогли совершать культовые обряды над могилами предков. Прибывшие чиновники с войсками услышали угрозу от рабочих, готовых разрушить царские усыпальницы, если армия применит силу. В итоге, последующие несколько лет чиновники проблему не решали, и забастовки возобновлялись не только из-за голода, но и потому, что «плохие вещи сотворены в месте фараона».
Коллективные отказы от работы известны в Западной Европе с XIV века. С начала XIX века забастовки рабочих сделались выражением и средством социальной борьбы, сперва стихийной, затем сознательной, стремящейся к определённой цели и руководимой профсоюзами. Они происходили из-за злоупотреблений предпринимателей (невыплата заработной платы, произвольные вычеты и тому подобное), из-за фабричной дисциплины, из-за требований увольнения грубых и жестоких управляющих и мастеров, в защиту уволенных товарищей, за сокращение или против удлинения рабочего времени, но, прежде всего, в связи с требованием увеличить заработную плату, или с сопротивлением её понижению. Всё большее значение получали забастовки в защиту профсоюзов. Так, забастовка английских машиностроителей 1897—1898 годов была вызвана требованием рабочих ввести смешанные комитеты для установления платы путем коллективного договора между профсоюзами и предпринимателями и для решения споров в индивидуальных случаях, а также требованием не допускать на работу не членов профсоюза. Следствием выросшего классового самосознания рабочих стали «забастовки солидарности».
Первой задокументированной стачкой в Северной Америке является забастовка ремесленников из Речи Посполитой в Джеймстауне в 1619 году. Причиной забастовки стало лишение права голоса польских рабочих на основании того, что они не были англичанами по происхождению. После начала стачки, власти Виргинии отменили своё решение.
Ответом на забастовки со стороны предпринимателей были локауты; уволенным рабочим активистам выдавались «волчьи паспорта», составлялись «черные списки» рабочих, которых не следует принимать на работу. Для работы во время забастовок предприниматели нанимали штрейкбрехеров, иногда в качестве них использовались солдаты. Штрейкбрехеры были окружены со стороны рабочих презрением, иногда они подвергались нападениям.
Наиболее энергичным средством борьбы являются генеральные (всеобщие) забастовки («революция скрещенных рук»); они подготовлялись в Великобритании в 1833—1834 годах в разгар движения, руководимого Р. Оуэном, и в 1842 году, во время чартистского движения; в Бельгии и Франции в 1890-х годах организация генеральных забастовок входила в программы политических партий.
По мнению журнала Jacobin, индийская всеобщая забастовка 2020 года была самой крупной стачкой в мировой истории, в ней приняло участие 250 миллионов рабочих.
- Сиэтлская всеобщая забастовка
- Всепольская предупредительная забастовка 27 марта 1981
- Шотландская железнодорожная стачка (1891)
- Берлингтонская стачка

### В Российской империи, СССР, РФ
Стачки, бывшие легальной формой борьбы в Западной Европе, в Российской империи влекли уголовную ответственность. В Уложении о наказаниях 1845 года была статья 1792 (позже — статья 1358), по которой предусматривался арест от 3 недель до 3 месяцев для зачинщиков и от 7 дней до 3 недель для других виновных за стачку между работниками с целью прекращения работы до истечения установленного срока найма для принуждения предпринимателей к увеличению заработной платы. В циркуляре министра внутренних дел от 13 августа 1897 года говорилось: «безусловно воспрещать всякие сходки рабочих и выявлять зачинщиков этих сборищ, подвергать последних аресту, если сходки собирались с целью уговора к стачке. В случае возникновения стачки назначить забастовщикам в кратчайший срок стать вновь на работу или получить расчет и по истечении этого срока не ставших на работу иногородних рабочих удалять безотлагательно в места родины и прописки». Лишь 4 августа 1905 года, во время первой российской революции, министру юстиции было предоставлено право приостанавливать уголовное преследование по делам о стачках и самовольном оставлении работ, однако до 1917 года уголовная ответственность за забастовку так и не была отменена.
Тем не менее, забастовки в Российской империи с 1860-х годов происходили часто. В ходе их организации создавались стачечные комитеты, стачечные кассы, кассы взаимопомощи, другие формы объединения рабочих, в том числе зубатовские, гапоновские, которые стали предшественниками профессиональных союзов в России.
В СССР забастовки также происходили. При этом информация о них всячески скрывалась. Так, в «Краткой инструкции — перечне об охране гостайн в печати» от 12 августа 1930 года говорилось: «не разрешается оглашать в печати сведения о забастовках, массовых антисоветских манифестациях, а также о беспорядках и волнениях в домах заключения и концентрационных лагерях». В период Перестройки число забастовок в СССР увеличилось. Летом 1989 года по стране прошли небывалая прежде волна забастовок, прежде всего шахтёров. К лету 1991 года, когда вся страна погружалась в кризис, забастовочное движение в СССР начало само собой стихать.
Забастовки были постоянным фоном производственных отношений в России на протяжении 1990-х годов, но когда в начале 2000-х годов экономический спад в России сменился подъёмом, забастовки стали редкими.
Право на забастовку оказалось сильно ограниченным после вступления в силу нового Трудового кодекса в 2002 году. Процедура организации забастовок и до того была непростой, но новый закон настолько её усложнил, что бастующие её не соблюдали либо устраивали другие акции протеста. И забастовками они не считались, а показатели резко улучшились.
Новый всплеск забастовок произошел в 2004—2005 годах и был связан с протестами против «монетизации льгот». В 2006—2008 годах забастовки в России были единичными; самую большую известность в этот период получили забастовки работников автосборочного завода Ford во Всеволожске. В конце апреля 2008 года бастовали локомотивные бригады Московской железной дороги.
Наиболее известные забастовки:
- Кренгольмская стачка
- Морозовская стачка
- Студенческая забастовка 1899 года
- Ленский расстрел
- Забастовка нарочанских рыбаков
- Новочеркасский расстрел
- Забастовки шахтёров СССР в 1989 году
- Забастовка дальнобойщиков в России с 2015 года

## В массовой культуре

### В кинематографе
- 1924 — «Стачка» режиссёра Сергея Эйзенштейна, СССР;
- 1929 — «Брат» (нем. Brüder) режиссёра Вернера Хохбаума, Германия. Сюжет основан на забастовке в Гамбурге 1896/97 годов.
- 1940 — «Звёзды смотрят вниз» режиссёра Кэрола Рида, экранизация одноимённого романа Арчибалда Кронина.
- 1940 — «Гроздья гнева» режиссёра Джона Форда, экранизация одноимённого романа Джона Стейнбека.
- 1954 — «Соль земли» режиссёра Герберта Бибермана. В фильме показаны события забастовки в Силвер-Сити (Нью-Мексико), когда в обход запрета вместо своих мужей-шахтёров вышли на забастовку женщины. Роли исполнили во многом сами участники событий, а одну женщину во время съёмок депортировали в Мексику.
- 1970 — «Молли Магуайерс» режиссёра Мартина Ритта, экранизация рассказа Артура Левиса. В главных ролях: Шон Коннери, Ричард Харрис.
- 1978 — «Кулак» режиссёра Нормана Джуисона. Фильм поднимает тему рабочей борьбы в США 1930-х годов и отсылает к судьбе Джимми Хоффы.
- 1979 — «Норма Рэй» режиссёра Мартина Ритта.
- 1987 — «Мэтуон» режиссёра Джона Сейлза. Фильм основан на исторических событиях шахтёрской забастовки 1920 года в городке Мэтоун, Западная Виргиния.
- 2010 — «Сделано в Дагенхэме» режиссёра Найджела Коула. Фильм рассказывает о событиях 1968 года на автозаводе Ford Dagenham, работницы которого протестовали против дискриминации по половому признаку и требовали равной оплаты труда между работающими мужчинами и женщинами. Забастовка увенчалась успехом и привела к введению в действие Акта о равной оплате 1970 года.

### В литературе
- около 411 год до н. э. — «Лисистрата», комедия Аристофана.
- 1928 — «Угрюм-река» Вячеслава Шишкова.
- 1935 — «Звёзды смотрят вниз» Арчибалда Кронина.
- 1939 — «Гроздья гнева» Джона Стейнбека.